# Urdaibai

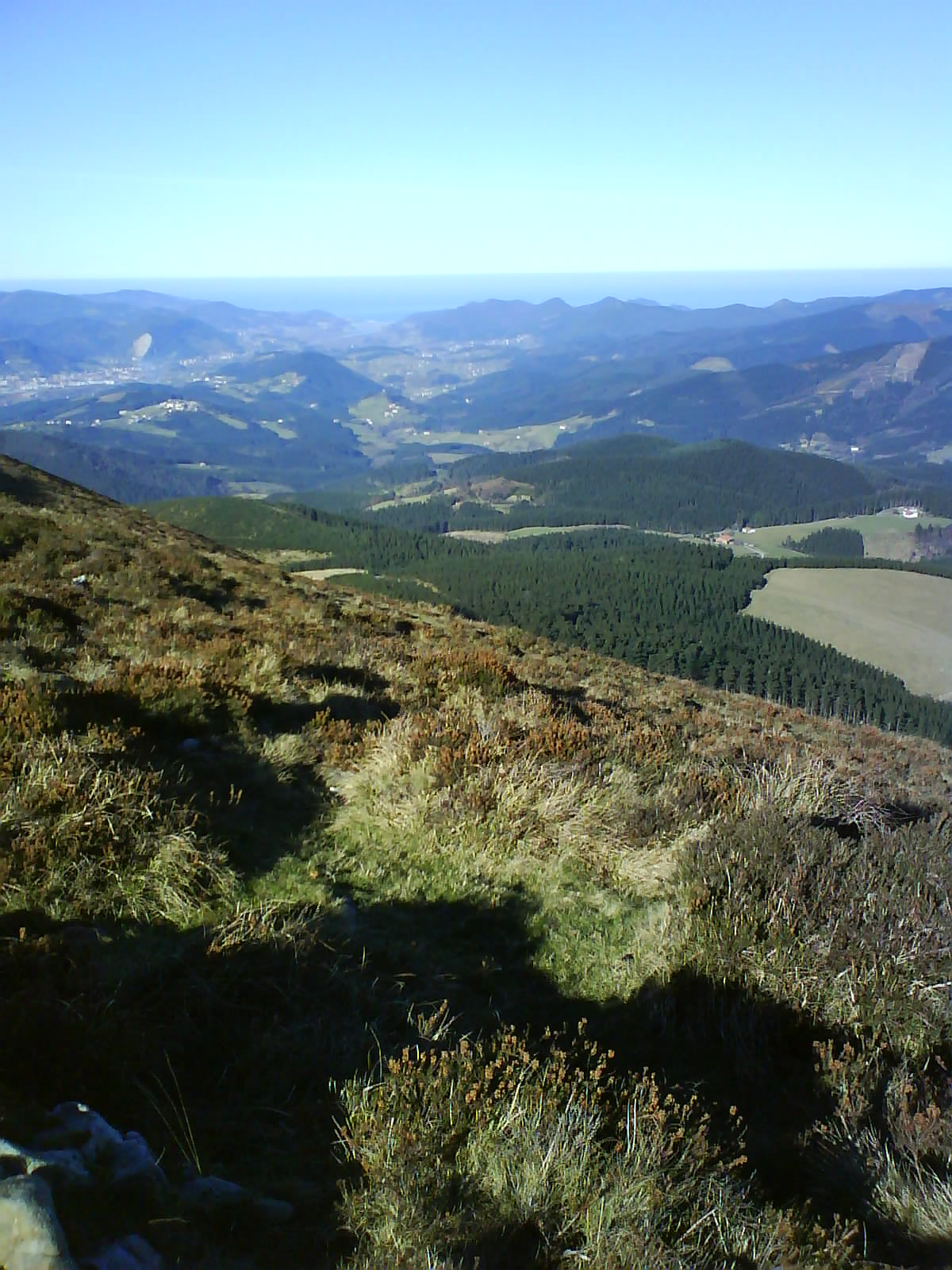
Visão geral da Reserva da Biosfera Urdaibai de Astogana

O estuário de Urdaibai é uma área natural formada pela foz do rio Oka, no distrito biscainho de Busturialdea, no País Basco (Espanha). Ocupa uma superfície de 220 km² e conta com uma grande riqueza ecológica que tem servido para ser qualificada como reserva da biosfera pela Unesco em 1984, recebendo o nome de Reserva de la Biosfera de Urdaibai (pt: Reserva da Biosfera de Urdaibai). Também é conhecido como estuário de Mundaca ou de Guernica.
É, em função da sua dimensão e grau de conservação, a mais importante zona úmida do País Basco, e uma relevante área de repouso e de hibernação para as aves migratórias. Por este motivo, assim como por seus interesses naturais, científicos, educativos, culturais, recreativos e socioeconômicos, que foi aprovada em 6 de julho de 1986 a lei que regula o uso e a proteção da área, declarando Reserva da Biosfera. Esta lei contempla medidas destinadas ao desenvolvimento sustentável do território.
A importância ornitológica desta reserva tem servido para que se declarasse em 1994, Zona de Especial Proteção para as aves (ZEPA), estando bem integrada com a rede Natura 2000. Está incluída na relação da Zonas Úmidas de Importância Internacional da Convenção de Ramsar por decisão do Conselho de Ministros em 1992.

## Descrição

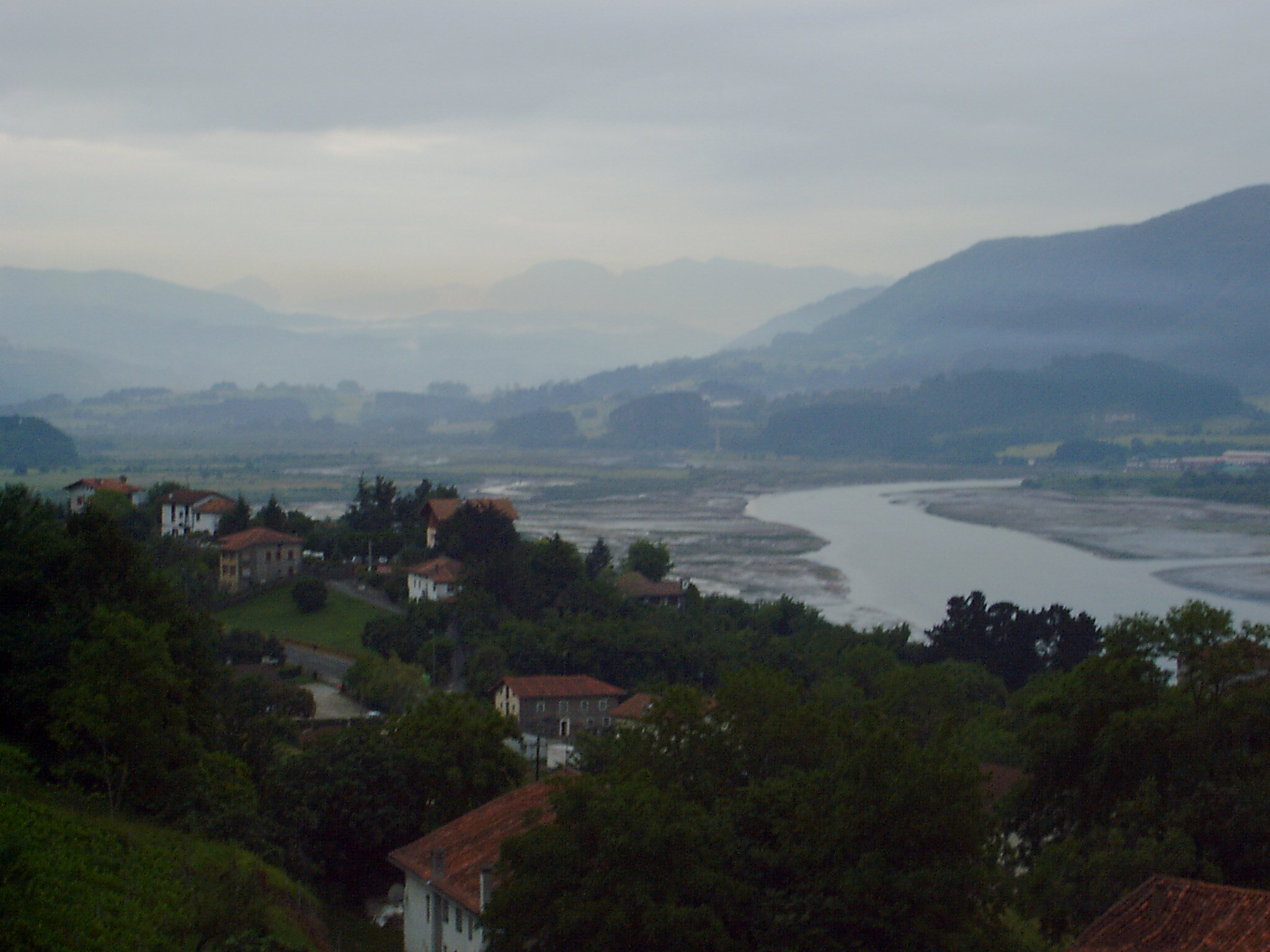
Marisma no rio Oka

O rio Oka nasce ao norte da encosta do Monte Oiz (1.036 m de altitude) e percorre o vale que leva seu nome e que se encontra na vila de Guernica. O baixo percurso do Oka termina em um rio de 12 km de comprimento. Desde Guernica até sua na foz no Golfo da Biscaia, o Oka forma um estuário com amplas praias arenosas. Sua bacia hidrográfica é formada por pequenos riachos irregulares com regime torrencial, que são estreitos vales cobertos do bosque cantábrico com uma abundância de carvalhos. A costa é íngreme, com altas falésias e algumas ilhas e ilhotas, entre os que destaca a ilha de Izaro. A intervenção humana é alta e antiga, há vestígios de ocupação desde a pré-história. Isso foi feito através de um sistema agrícola que permitiu a criação de uma paisagem diversificada que combina com o desenvolvimento natural das culturas, pastagens e plantações florestais. Isto permitiu um certo grau de conservação ambiental que continuou bastante aceitavelmente, isso resultou nesta área, que se estende desde as ilhas e pela areias do litoral das falésias do estuário para as alturas de Oiz, se concentre a maior diversidade de paisagens da Comunidade Autônoma de Euskadi e uma grande variedade da fauna, em especial as aves.
Os sítios pré-históricos, como a gruta Santimamiñe, são vestígios da presença humana desde os tempos pré-históricos, o que é confirmado pelo Necrópole de Forua, onde enterros estão continuando a partir da ocupação romana até o século XIX. A presença do homem tem estado ativo na formação da paisagem atual, quer pela ocupação tipicamente consubstanciado na aldeia rural ou pela criação de entidades como as aldeias urbanas.
A Lei sobre a Proteção e Gestão da Reserva da Biosfera de Urdaibai identificou quatro áreas de proteção:
- Área do estuário
- Área da costa
- Área de carvalhos cantábricos
- Área de interesse arqueológico

No físico distingui-se claramente três áreas: as montanhas, os prados e os pântanos, e no litoral com a suas cantiles, portos, praias e playazos.

### Situação e comunicações

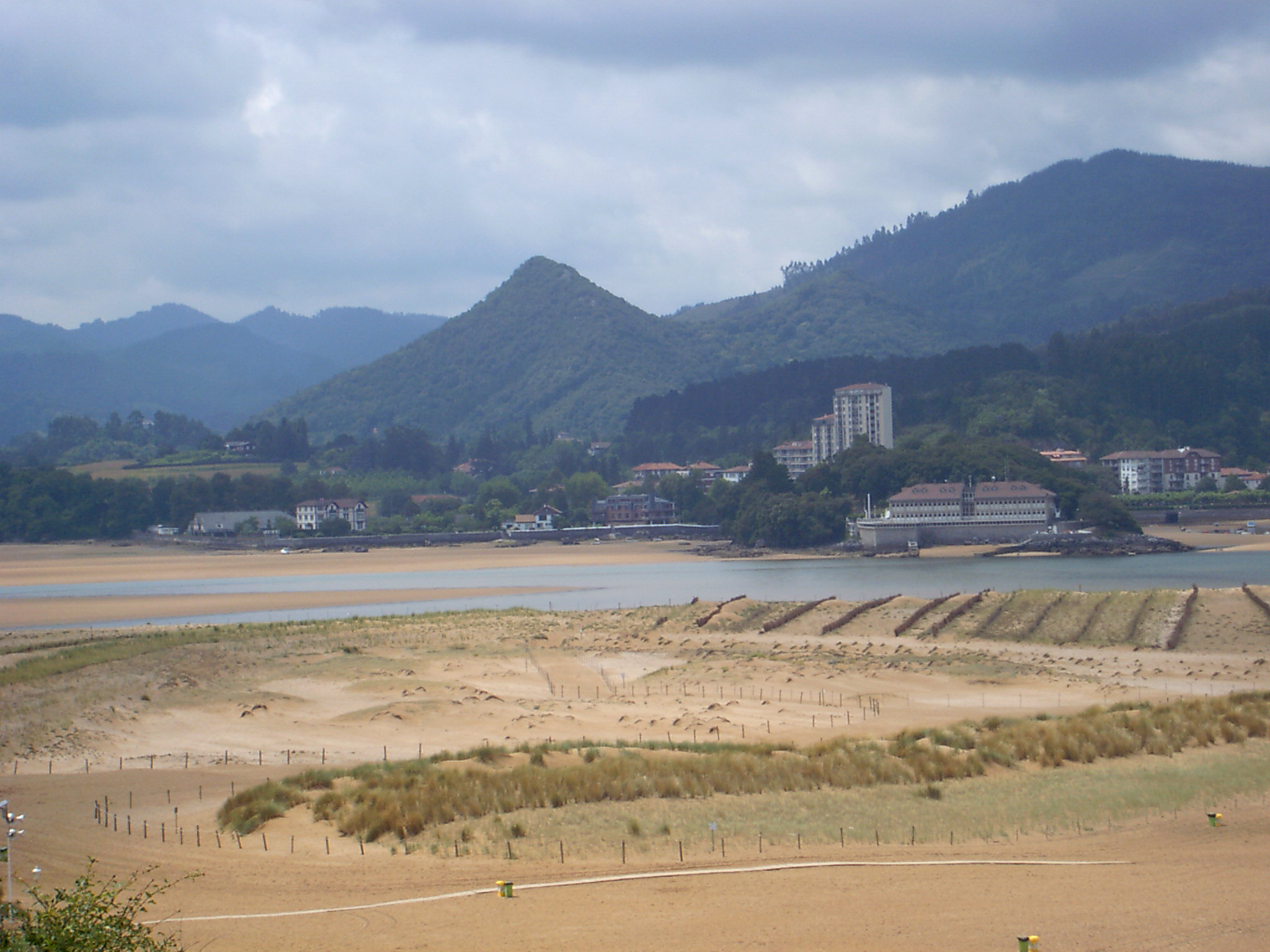
Urdaibai paisagem perto de Pedernales.

Está situado às margens do Golfo de Biscaia na costa cantábrica, entre as geocoordenadas 43º 12’ N e 43º 28’ N de latitude, e 2º 33’ O e 2º 46’ O de longitude. Localizado no coração do distrito de Busturialdea, está no centro-norte da província.
Os principais centros populacionais são os municípios de Guernica, Bermeo e Mundaca. Existem também algumas pequenas aldeias espalhadas por toda a área.
As comunicações são baseadas na rede de estradas e de uma linha férrea de via estreita. A estrada principal é o BI-635, que une Guernica com Amorebieta, ponto em que se conecta ao eixo Bilbao San Sebastián, que está conforme com a auto-estrada AP-8 e da estrada nacional N-634. Em Guernica, começando na BI-2235 no sentido Bermeo pela margem esquerda do estuário e da BI-2238 a partir da direita em direção a Lequeitio. Esta área está coberta com a BI-3238 e outras pequenas estradas como a BI-3234, que percorre todo o litoral do estuário até Elanchove. De Bermeo parte a BI-631 que comunica com Mungia.
A linha férrea de via estreita da empresa EuskoTren une Amorebieta com Bermeo e lá se conecta com a linha San Sebastián—Bilbao.
O porto de Bermeo é um importante porto pesqueiro, o mais importante da costa norte da península, e que mantém alguma atividade mercante após o sua ampliação, mas a proximidade do porto de Bilbao fez que o mesmo seja muito limitado.
Mapas

Localização de Biscaia na reserva da biosfera do Urdaibai.
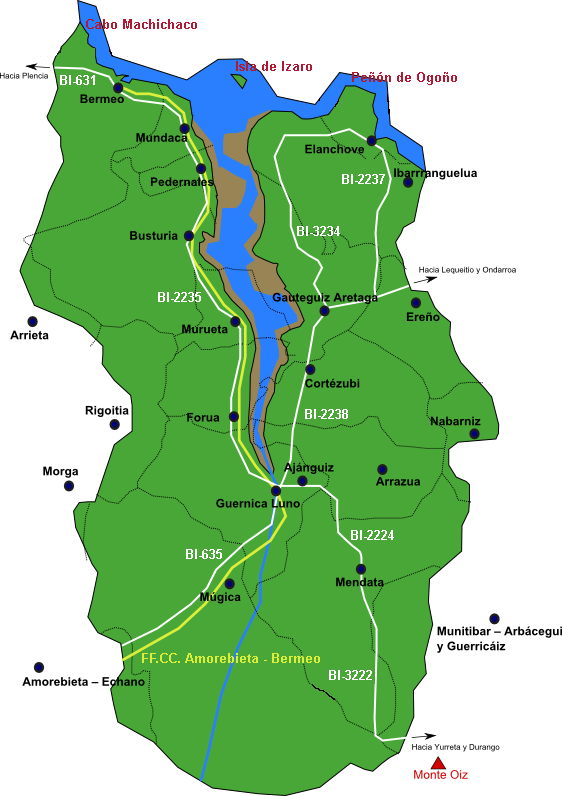
Reserva da Biosfera de Urdaibai.
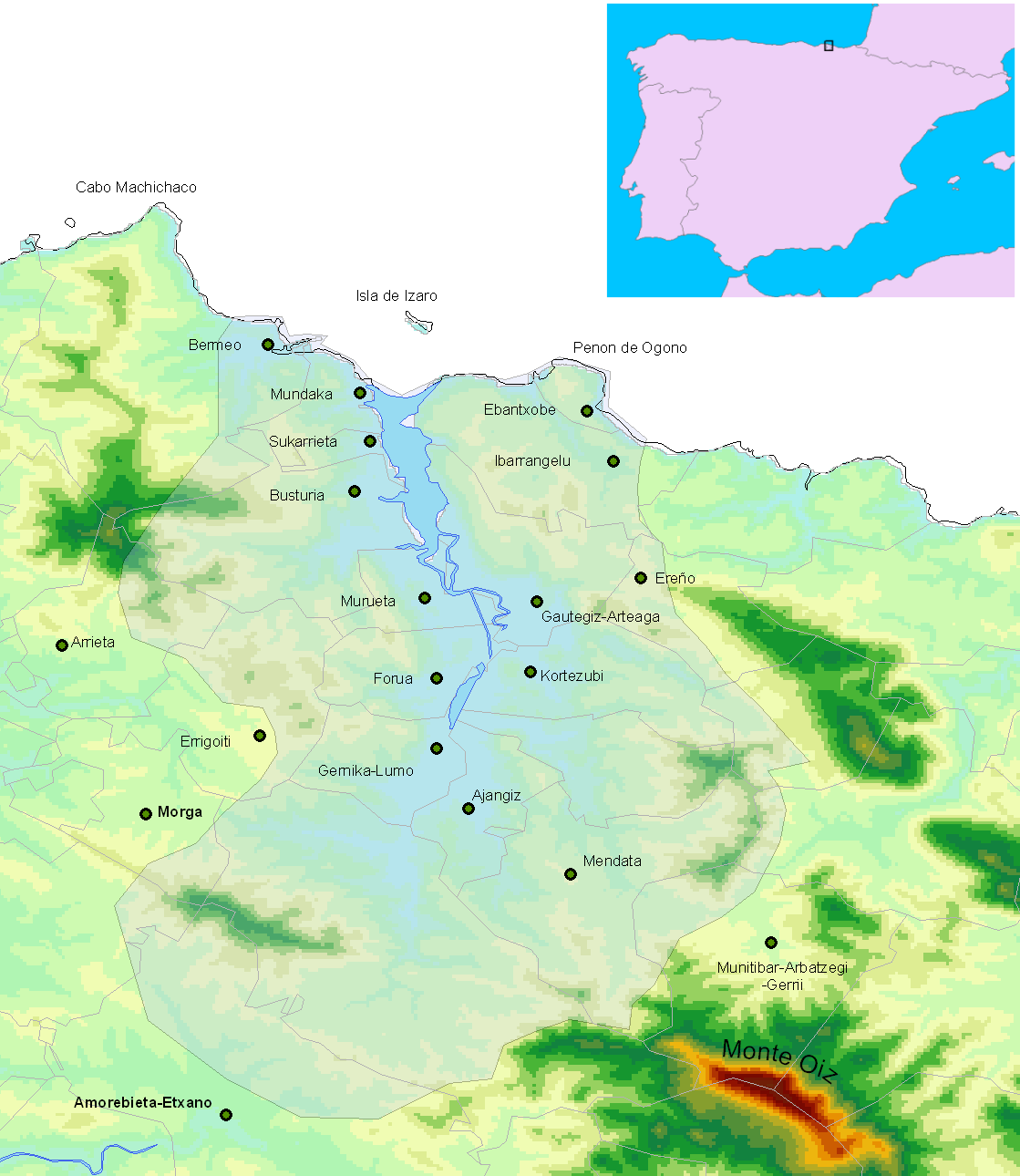
Mapa físico.

### Fronteiras e territórios
Ocupa uma área de 230 km², com um comprimento de cerca de 20 km e uma largura máxima de 12 km, o que significaria 10% do território vizcaíno. A reserva estende pelo território de 22 diferentes municípios, dos quais 12 estão incluídos no mesmo totalmente. Os municipios incluidos totalmente são: Mundaca, Pedernales, Busturia, Murueta, Fórua, Guernica e Luno, Ajangiz, Mendata, Arrazua, Cortézubi, Gautéguiz de Arteaga e Elanchove; e parcialmente: Múgica, Ibarrangelua, Bermeo, Navárniz, Ereño, Arrieta, Rigoitia, Morga, Amorebieta-Echano e Arbácegui-Guerricáiz, variando de quase plena integração dos primeiros a menos de um terço do seu território, no caso do passado.
O território é definido pela bacia hidrográfica do Oka, que é complementada pelos rios Mape, Artigas e Laga. Seu limite recorre na divisa entre a bacia hidrográfica e em torno dos rios Estepona Butrón e pelo oeste, Lea e da Ea pelo leste e sul pelo Ibaizabal. Na costa, situada a norte, a fronteira ocidental está localizado em Cabo Machichaco perto de Bermeo e em Punta de Leste Arbolitz em Ibarrangeluaa muito perto Elanchove. A ilha de Izaro marca a fronteira marítima. Perto da reserva é a Biotopo Protegido de Gaztelugatxe situado ao redor de San Juan de Gaztelugatxe.
A bacia hidrográfica é pontuada pelas encostas, Burgoa (452 m), Garbola (481 m), Truende (420 m), Sollube (686 m), Kurtzegana (442 m), Sestretxa (335 m), Arriaga (352 m), Maiaga (398 m), Otxolarre (272 m), Bizkargi (564 m), Urremendi (270 m), Torreburu (320 m), Goroño (801 m), Astoagana (804 m), Donesolo (547 m) y Kanpona (504 m), Elbitzuaga (469 m), Arrola (532 m), Sarada (669 m), Motrollo (592 m), Krabeliñatxa (572 m) e Geranda (420 m), para ir ao mar por Arbolitz Punta. Em Astoagana (804 m) se tem a maior altitude do parque. Esta ponta é de uma subcolina Oiz, cujo principal colina sobe 2 km a oeste, mas estando fora da área de cobertura de Oka.

### Clima
A área de Urdaibai se encontra integrada, com toda Biscaia, na zona climática que corresponde vertente atlântica, a qual tem um atlântico mesotérmico, temperado e úmido, regulado pelo mar, sem temperaturas extremas (oscilam entre uma média no inverno de 9 °C e 19 °C em média) e com geadas limitada. O regime de precipitação é alto (com uma média anual de 1.200 mm), distribuído uniformemente ao longo de todo ano. Estas precipitações se manifestam normalmente em forma de chuva.

#### Temperatura
A influência do mar faz com que as temperaturas médias sejam moderadas durante todo o ano. Oscilam entre os 20 °C de agosto aos 8 °C de fevereiro. A temperatura média anual se encontra entre os 13 e 14 °C e a amplitude térmica é de 12,1 º.
No inverno, ao retirar-se o anticiclone dos Açores para o sul, se produz a entrada de ventos frios que fazem predominar as precipitações alternadas com períodos de céu claro. A temperatura média mais baixa é registrada em fevereiro com 8,1 °C enquanto que as absolutas mais baixas se registram nos meses de dezembro e janeiro chegando-se a registrar picos de -7,9 °C.
No verão se tem uma temperatura média de 19 °C. O mês mais quente habitualmente é o de agosto, com temperaturas médias de 20,2 °C e máximas que chegam a 41 °C. Na primavera e no outono se mantém temperaturas moderadas.

#### Precipitações
A precipitações na área de Urdaibai são abundantes e ocorrem, normalmente, na forma de chuva. O granizo e a neve não costumam ser frequentes. A precipitação anual média é de 1.200 mm e no período mais chuvoso corresponde aos meses de novembro e dezembro, em que ocorrem 153 mm de precipitação de média mensal. No mês de abril chegam a se precipitar 124,7 mm. No verão ocorre o período menos chuvas, com uma média de 42 mm (em nenhum mês se registra menos de 30 mm de chuva). Nos dias de chuva durante o ano se registram entre 150 mm e 200 mm.
A umidade relativa oscila entre os 80 e 70%. O período mais úmido corresponde aos meses do outono e inverno, enquanto os menos úmidos correspondem aos meses da primavera e verão. O tempo médio de insolação anual é de 1.750 horas.

#### Regimes de vento
Urdaibai, como o resto da costa basca, mantém um regime de ventos de direção oeste. Este componente direcional se vê afetada por ventos e brisas localizadas de componente norte, resultando em um componente do noroeste.
No inverno sopram ventos de componente norte com velocidades médias que oscilam entre 4 m/s e máximas que chegam a 11 m/s. Na primavera e no verão a componente dominante é a do leste-sudeste com uma velocidade média que oscila entre 1 e 2 m/s com máximas que chegam a 7 m/s.
Em dias claros na zona litorânea, é um evento importante devido as diferenças de temperatura entre a superfície da terra e do mar.
Durante o dia, a terra se torna mais do que a temperatura do mar. Isso faz com que o ar que é aproximadamente a mesma quantidade de calor e atinja criando um fluxo de ar fresco da costa, que constitui uma componente de fluxo norte-sul. Este vento se denomina brisa marina e se habitualmente produz desde as 11:00 horas e avi até 00:00 horas com velocidades de em torno dos 6 m/s.
Durante a noite o fenômeno se inverte. A terra se esfria mais rapidamente que o mar e se cria uma corrente de ar entre a terra e o mar, que está na direção sul-norte. Este vento se denomina brisa da terra e se dá entre meia-noite e as 11:00 horas com unma velocidade que entre os 2 m/s.

### Paisagens

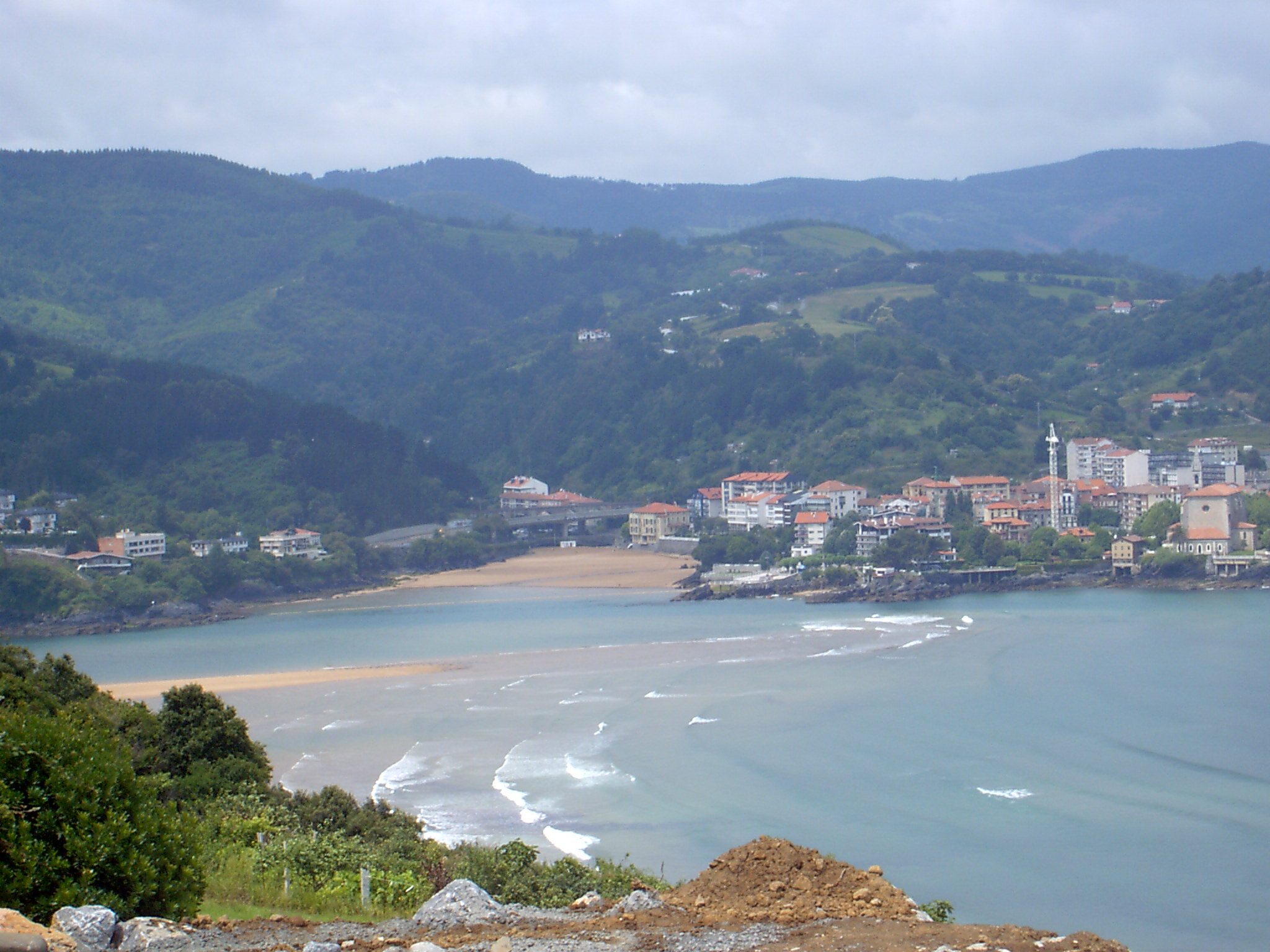
Vista geral de Mundaca

A paisagem no geral é dominada pelo mar, montanhas e praias. O Oka, que rompe com a orientação dominante dos rios no território, está a caminhar para norte e é rodeado por montanhas com uma baixa altitude, alinhada de acordo com o chamado Arco Plegado Vasco, a fim de que os limites sul, leste e oeste são compostos por picos que definem a bacia, enquanto o Mar Cantábrico está situada a norte.
O Oka, que se transformaem ria, passa a percorrer entre áreas arenosas fruto de seus próprios sendimentos, que vão formando pântanos  que se inmundam com as marés. Neste estuário recebe o Mape. Os rios Artigas e Laga vão diretamente para o mar, o primeiro pela esquerda da baía formando um pequeno vale entre o monte Sollube, onde nasce, e Bermeo. O segundo vai pela direita e percorre o vale aos pés do Ereño e desemboca na praia de Laga ao lado do promontório de Ogoño.

### Praias
Na costa da área da reserva de Urdaibai há 12 praias de diferentes tipologias, desde com grandes áreas de areia como Laida ou Laga, a pequenas enseadas que se abrem o precipício como Antzoras ou Lapatza.
Margem esquerda
- Alikante (Pedernales), é uma conjunto de pequenas baías de areia dourada de 140 m de comprimento com uma área de entre 3.500 e 11.900 m² na maré baixa.
- Aritzatxu (Bermeo), é uma pequena enseada arenosa de 75 m de comprimento com uma área variando de 4.500 m² na maré baixa e em 1875 m²  na maré alta, localizado no abrigo de uma grande rocha[11].
- Kanalape (Pedernales), praia de areia dourado de 350 m de comprimento e cobre uma área de 106.000 m² e na maré baixa, e 42.000 m² na maré alta.
- Laidatxu (Mundaca), É um enseada de areia dourada muito abrigada pelas correntes do estuário. Tem 55 m de comprimento e cobre uma área de 5.600 m na maré baixa e 1.800 m na maré alta. Aao lado do porto Mundaka e saindo do mesmo se acha que éconsiderada a melhor onda da esquerda na Europa para a prática de surfe[12][13].
- Ondartzape (Mundaca), é uma pequena baía rochosa com alguma areia na cor preta. Tem 50 m de comprimento e uma superfície que varia entre 2.000 m² na maré baixa e 830 m² na maré alta.
- San Antonio (Pedernales), é uma praia de areia dourada de 350 m de comprimento e uma superfície que varia entre os 29.000 m² na maré baixa e 13.000 m² na maré alta. Esta protegida pela ilha de Sandindere.
- Toña (Pedernales), é uma baía de areia dourada que se localiza em frente da ilha de Txatxarramendi. Tem 120 m de comprimento e sua superfície varia entre os 10.200 m² na maré baixa e 3.000 m² na maré alta.

Margem direita

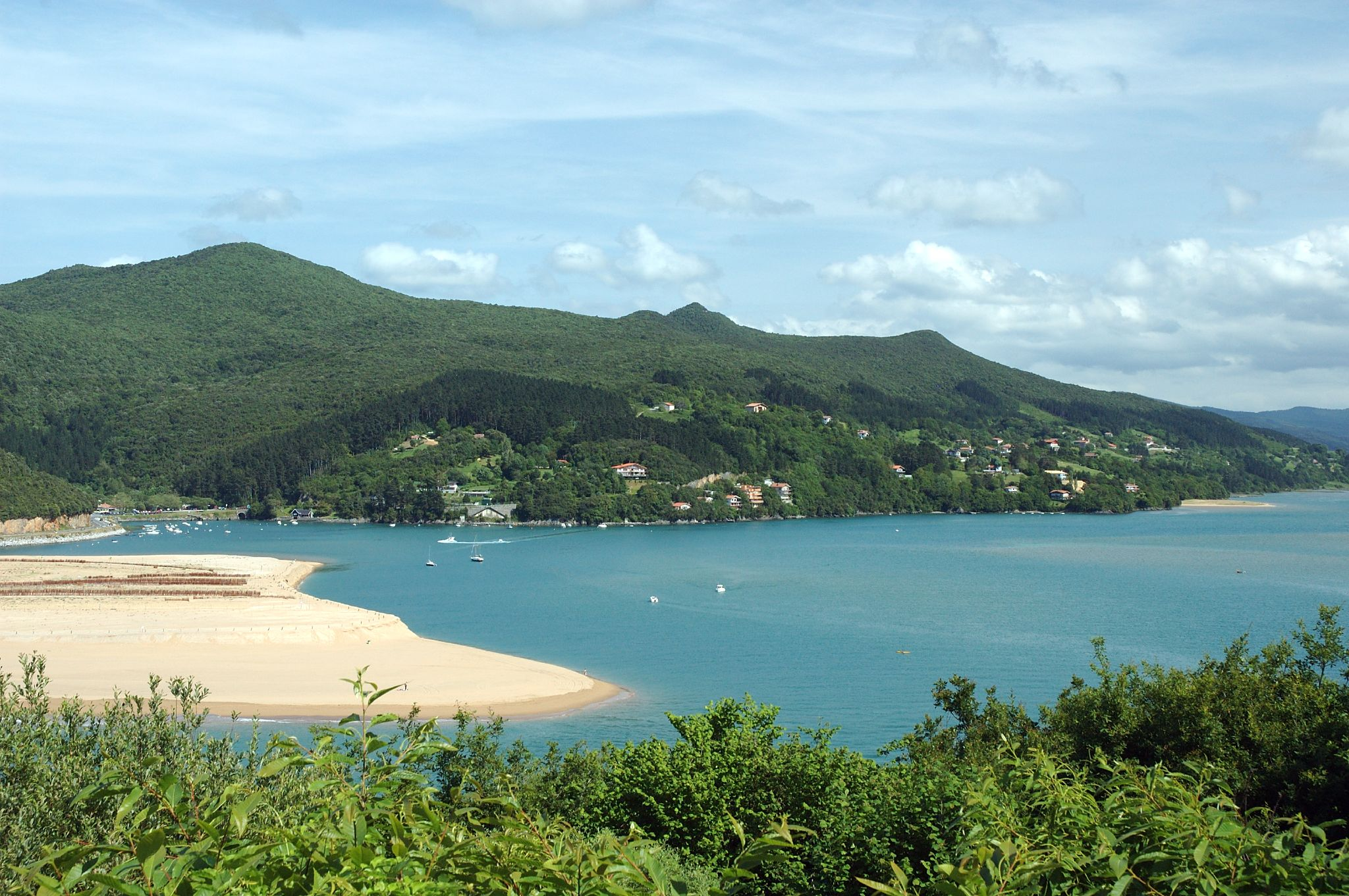
Praia de Laida

- Antzoras (Ibarrangeluaa), pequena baía rochosa e com areia escura de 50 m de comprimento e uma superfície que varia entre 1.000 m² na maré baixa e 500 m² na maré alta.
- Ea (Ea), é uma playa urbana de areia dourada. tem um comprimento de 120 m e una superfície que varia entre 6.688 m² na maré baixa e 2.800 m² na maré alta[14].
- Laga (Ibarrangelua), é uma praia de areia dourada de 574 m de comprimento e uma superfície que varia entre 138.499 m² na maré baixa e 42.499 m²na maré alta. tem um relevante complexo dunar e está localizado sob o cabo Peña Ogoño que está empoleirada na areia 279 m[15].
- Laida (Ibarrangeluaa), praia situada na foz do Oka com uma área junto ao rio e outra aberta para o mar. Tem uma areia dourada e mantém um complexo dunar relevantes. Tem um comprimento de 812 m e uma superfície que varia entre os 59.109 m² na maré baixa, e 38.189 m² na maré alta[16].
- Lapatza (Ea), pequena baía rochosa de 230 m de comprimento e uma superfície que varia entre 4.600 m² na maré baixa e 2.300 m² na maré alta. É uma praia nudista[17][18].

### Ilhas e ilhotas

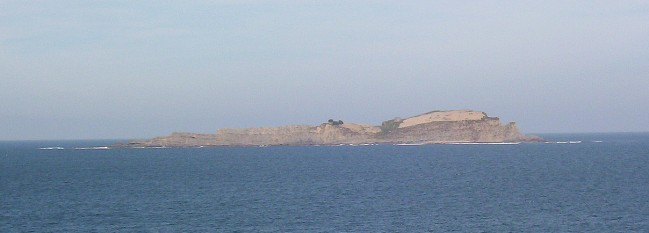
Ilha de Izaro

Dentro dos limites de Urdaibai há várias ilhas e ilhotas de origem continental (em algum momento de sua histária geológica estiveram unidas ao continente). A flora destas ilhas é típica do litoral basco, igual ao próximo costa, mas eles têm desenvolvido com algumas variações como Lavatera arborea, que abunda em Izaro, ou oliveiras silvestres. No habitat marinho é variado e inclui algas, esponjas, górgonas, etc.
Embora não faça parte de Urdaibai, está muito próximo da Biotopo Protegido de Gaztelugatxe formado pela ilha de San Juan de Gaztelugatxe e a ilhota de Aketx.

### Mirantes

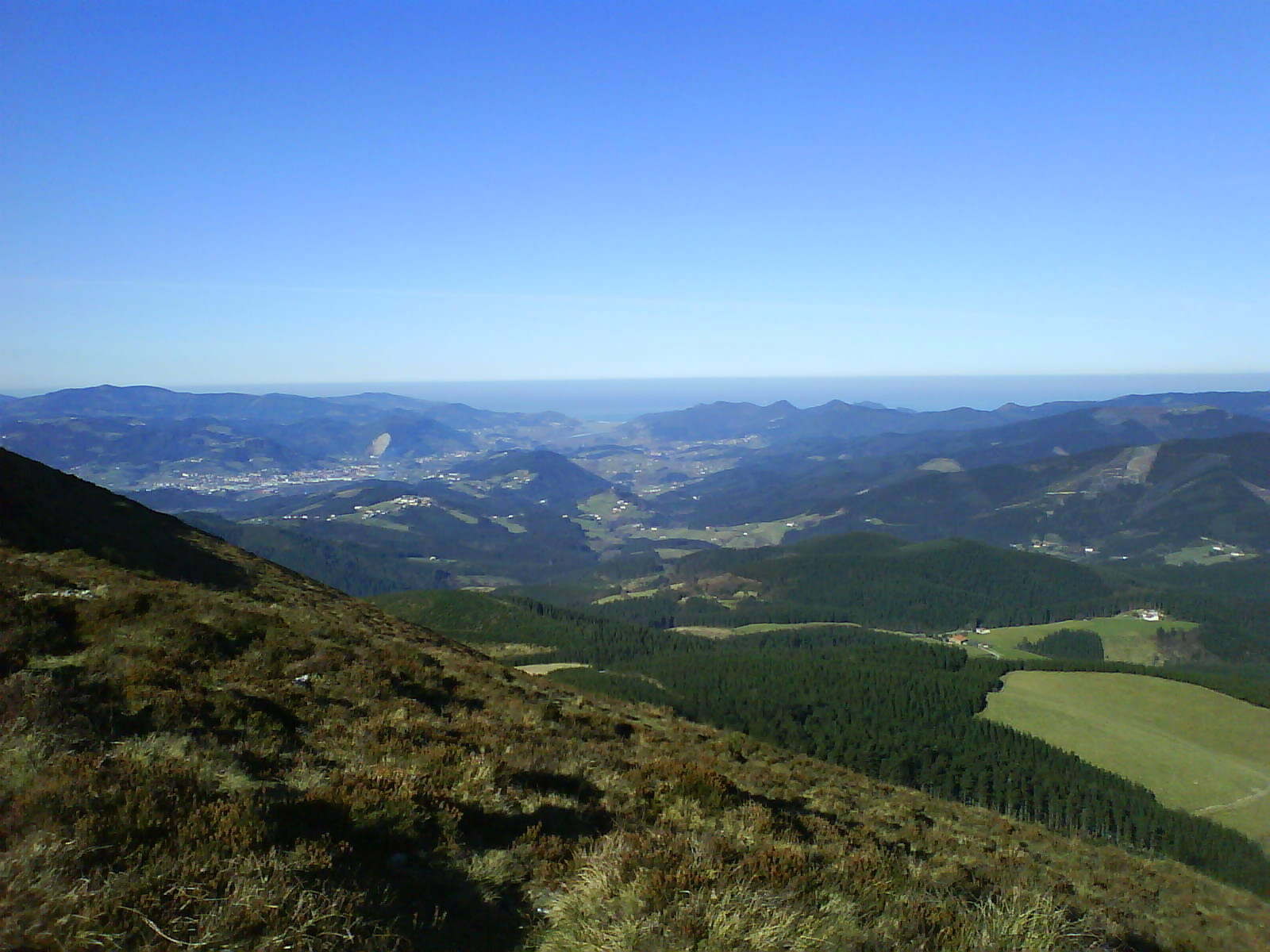
Vista de Urdaibai

O cinturão montanhoso que circunda a reserva de Urdaibai oferece a possibilidade de acesso aos locais estratégicos a partir dos quais existem excelentes vistas da zona protegida e outras áreas vizinhas. O mirante por excelência é o do monte Oiz que, com seus 1036 metros de altura, sua posição central, dá uma vista de toda a região basca e de regiões mais distantes. Em dias claros chega-se a ver o Moncayo na província de Zaragoza. O Oiz si só, não faz parte da Urdaibai, é um pequeno pico que define a fronteira meridional da reserva e permite uma visão semelhante à principal cimeira. Desde Astogana ser visto claramente em toda a área protegida. Entre os os pontos mais relevantes, atendendo as vistas que se dominam ali, se destacam os pontos de Altamira, Atxarre, Balcón de Vizcaya, Ereñozar e Santa Catalina

## Organismos e Legislação
Em 1984, a UNESCO designou estuário de Mundaca denominada Reserva da Biosfera e Reserva da Biosfera Urdaibai. Em 1989, o governo basco aprovou a Lei sobre a Proteção e Gestão da Reserva da Biosfera Urdaibai e começou a desenvolver a exploração racional e equilibrada da mesma. Para isto, criou o órgão de gestão, o Conselho de Administração e, posteriormente, o órgão de cooperação, o Conselho de Cooperação. Foram adotados como ferramentas para gerir o Plano Diretor de Uso e Gestão (PRUG) em 1994 (Decreto 242/1993, de 3 de agosto) e Plano de Harmonização e Desenvolvimento de Atividades Sócio-Econômicos (PADAS) em 1998 (Decreto 258/1998, de 29 de setembro) e em 1997 o Conselho de Administração aprovou o Plano de Gestão da Interpretação, Pesquisa e Educação Ambiental.
A Reserva da Biosfera Urdaibai é anexado ao Carregadores do Meio Ambiente do Governo basco. É o Departamento de Ambiente e Ordenamento do Território do governo que gere o orçamento dos custos de pessoal e à Reserva e serve como representação institucional.